# La Candelaria (Medellín)
La Comuna n.º 10 La Candelaria es una de las 16 Comunas de Medellín , capital del Departamento de Antioquia. Se encuentra ubicada en la zona centro-oriental de la ciudad. Limita por el norte con la comuna n.º 4 Aranjuez; por el oriente con las comunas n.º 8 Villa Hermosa y n.º 9 Buenos Aires; por el sur con la Comuna n.º 14 El Poblado; y al occidente con las comunas n.º 7 Robledo, n.º 11 Laureles – Estadio y n.º 16 Belén. La Candelaria se caracteriza por ser el centro fundacional, histórico y patrimonial de la ciudad.

## Geografía
Dentro de su sistema hídrico de la Comuna sobresalen las quebradas Santa Elena , El Ahorcado, La Loca y La Palencia. A diferencia de otras comunas, para su desarrollo urbanístico, La Candelaria no presenta mayores restricciones en lo topográfico ni lo geológico. Así mismo, tampoco tiene zonas susceptibles de deslizamientos, pero sí tiene antecedentes en cuanto a sectores susceptibles con inundaciones, asociados a insuficiencia hidráulica de las coberturas existentes y con obstrucciones con desechos.
Merece destacarse la alta contaminación existente en el centro de ciudad, proveniente de los gases de combustión de los automotores, tanto de tipo particular como de servicio público.

## Demografía
De acuerdo con las cifras presentadas por el Anuario Estadístico de Medellín de 2005, La Candelaria cuenta con una población de 74,847 habitantes, de los cuales 34,596 son hombres y 40,251 son mujeres. Como puede observarse en el cuadro, la gran mayoría de la población está por debajo de los 39 años (67.3%) del cual el mayor porcentaje lo aporta la población adulta joven (41.8%) con rango de edad de 15 a 39 años. Solo un 6.9% representa a los habitantes mayores de 65 años es decir la población de la tercera edad. El estrato socioeconómico predominante en la Comuna es el 3 (medio-bajo).
La población total de esta comuna (74,847) es la más baja en comparación con las demás comunas de Medellín, situación que en parte se explica por las características mismas del centro de la ciudad, donde la densidad de población es baja, y al mismo tiempo es el centro metropolitano, lo cual genera una gran cantidad de población flotante, como resultado de las circunstancias propias de las relaciones urbanas que allí se generan, de tipo económico, financiero, cultural y social. Así pues, priman los establecimientos comerciales de todo tipo, entidades públicas y privadas, y centros de esparcimiento, lo cual la hace más una zona de trabajo y tránsito que residencial.
Según las cifras presentadas por la Encuesta Calidad de Vida 2005 el estrato socioeconómico que predomina en La Candelaria es el 4 (medio), el cual comprende el 48,4% de las viviendas; seguido por el estrato 3 (medio-bajo), que corresponde al 43,3%; le sigue el estrato 2 (bajo) con el 7,4%; y los restantes 0,3% y 0,6% lo conforman los estratos 5 (medio-alto) y 1 (bajo-bajo) respectivamente.
La Comuna n.º 10 La Candelaria, se desarrolla en una extensión de 735.63 hectáreas, con una densidad de 101 habitantes por hectárea.
Según las cifras presentadas por el DANE del censo 2005, los mestizos y los blancos son las etnias predominantes.

## División

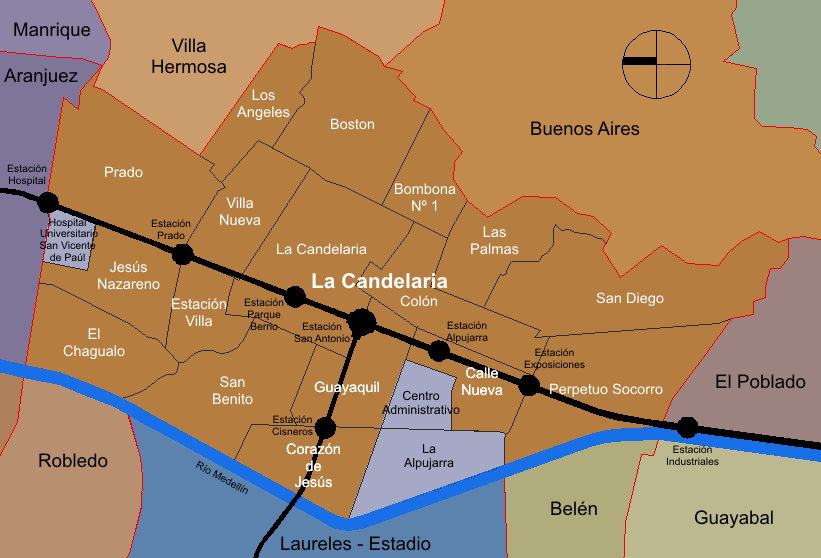
La Candelaria, división barrial.

Está conformada por 17 barrios y 3 áreas institucionales, los cuales son: 
| - Prado - Jesús Nazareno - El Chagualo - Estación Villa - San Benito - Guayaquil - Corazón de Jesús - Calle Nueva - Perpetuo Socorro - Colón | - Las Palmas - Bombona n.º 1 - Boston - Los Ángeles - Villanueva - La Candelaria - San Diego - La Alpujarra (área institucional) - Centro Administrativo (área institucional) - Hospital Universitario San Vicente de Paúl (área ins.) |

Infraestructura vial y transporte
En general La Candelaría presenta un buen sistema vial, conformado principalmente por el denominado anillo bidireccional central, que es cruzado por los ejes viales arteriales que comunican al centro con todos los sectores de la ciudad. No obstante se presentan conflictos vehiculares en algunos cruces viales. Con las recientes intervenciones que se han adelantado en la zona central de la ciudad, tendientes a la recuperación de espacios que se encontraban ocupados indebidamente por el comercio informal, se observa un mejor aprovechamiento del sistema vial existente, tanto por el tráfico vehicular como por el peatonal.
Su principal vía arteria es la Avenida Oriental, que recorre la comuna desde el río hasta la comuna 14 (Avenida El Poblado). También está la Avenida del Ferrocarril (carrera 57) que comunica con la comuna 4 al norte y con la 15 al suroccidente. Sus principales calles son la 50 (Colombia) que es de sentido único al occidente, la Calle 44 (San Juan) que comunica con el occidente de la ciudad en ambos sentidos, la Avenida 33 al occidente, y la Calle 30, limitando con la comuna 14. Otras vías principales son la Carrera 50 (Palacé), Carrera 51 (Bolívar), Carrera 52 (Carabobo), calles 52 y 53 (Avenida La Playa, Primero de Mayo y De Greiff), calle 49 (Ayacucho) que ha sido cerrada por el tranvía), calle 48 (Pichincha), calle 46 (Maturín) y calle 41 (Los Huesos). Sus principales vías peatonales son: carrera 48 (Pasaje La Bastilla), carrera 49 (Junín), carrera 52 (Carabobo).
En transporte público, cuenta con rutas a todas las comunas de la ciudad. Además de cinco estaciones a la Línea A del metro, una a la Línea B, cuatro estaciones a la Línea 1 de Metroplús, cinco paradas a la Línea 2 y tres estaciones a la Línea T del tranvía.

## Sitios de interés
Museos
- Museo Casa de la Memoria
- Museo de Antioquia
- Museo Interactivo EPM

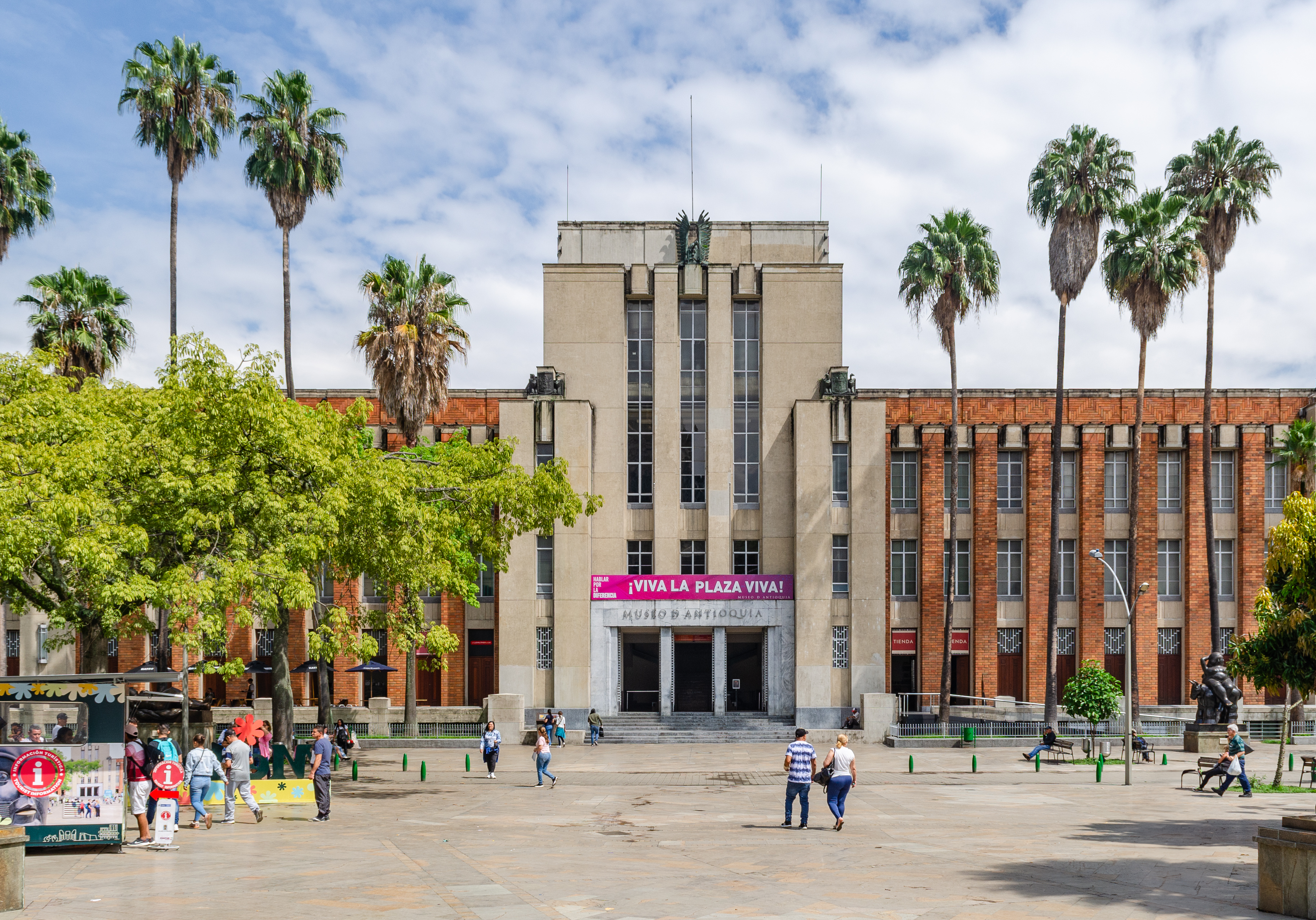
Fachada del Museo de Antioquia.

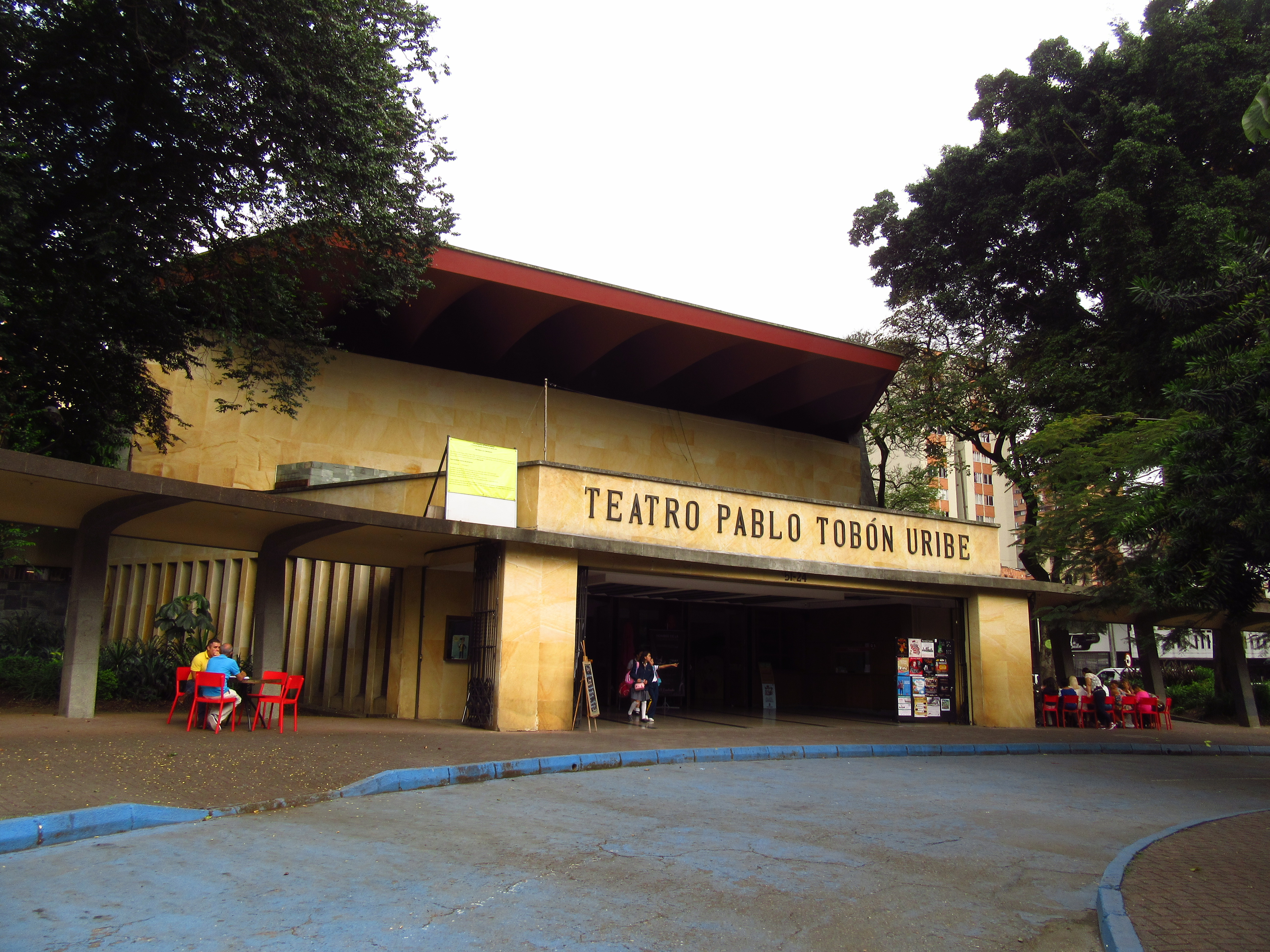
Teatro Pablo Tobón Uribe, inaugurado en 1967.

- Centro Cultural Banco de la República, cuenta con la Colección Filatélica

Teatros
- Teatro Metropolitano de Medellín
- Teatro Pablo Tobón Uribe
- Teatro Popular de Medellín
- Teatro Lido
- Teatro Águila Descalza
- Teatro Porfirio Barba Jacob
- Pequeño Teatro
- Sala Beethoven
- Teatro Matacandelas
- Teatro Oficina Central de los Sueños
- Teatriados
- Teatro El Trueque
- Teatro La Sucursal
- Casa del Teatro Maestro Gilberto Martínez
- Elemental Teatro
- Teatro Popular de Medellín
- Ateneo Porfirio Barba Jacob

Espacios artísticos y galerías independientes
- TallerSitio Colectivo
- Centro Plazarte
- Casa Tres Patios
- Taller 7
- Galería No

Iglesias

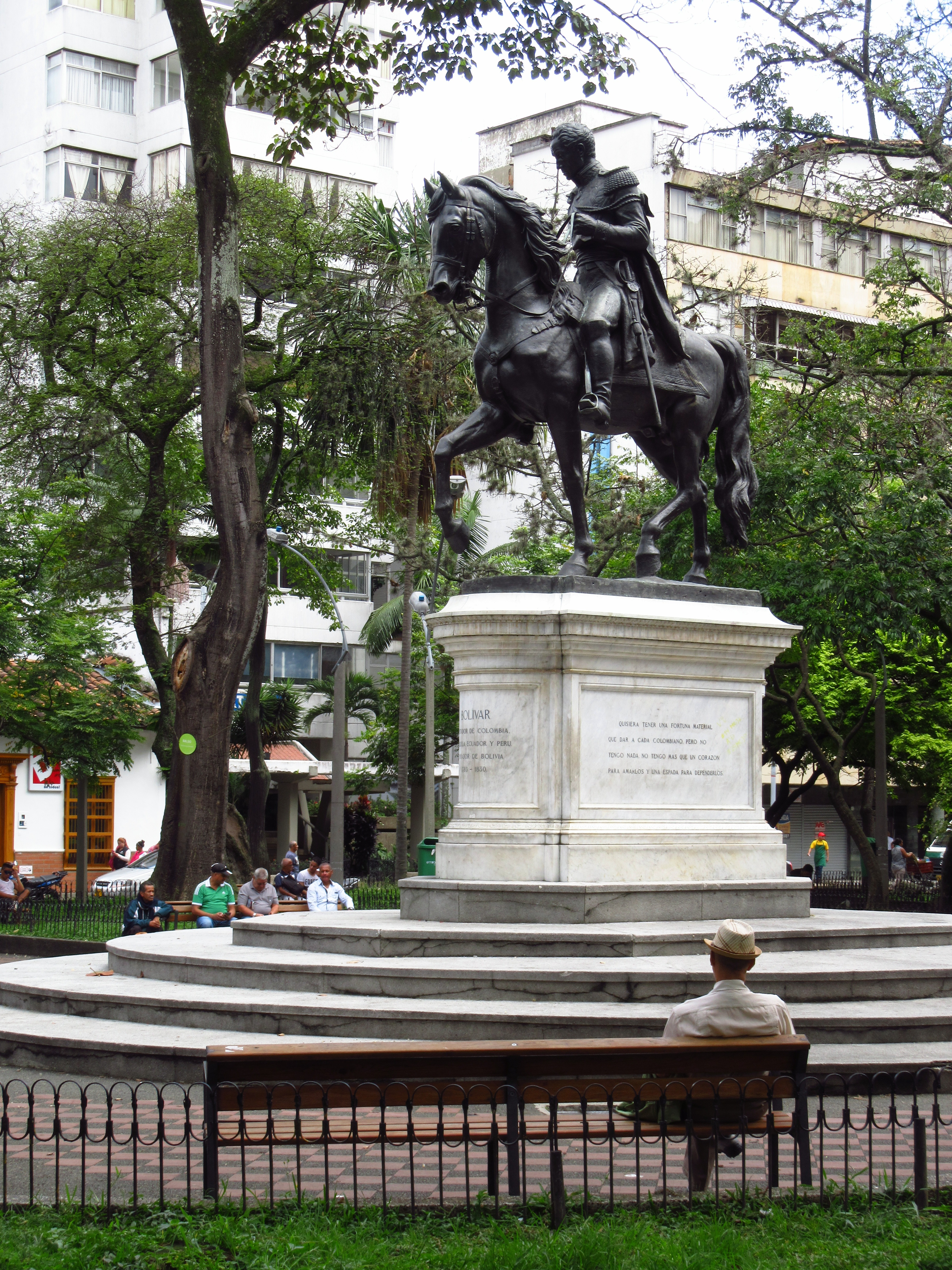
Estatua ecustre de Simón Bolívar en el Parque Bolívar.

- Catedral Metropolitana de Medellín, en el Parque Bolívar.
- Basílica Menor de Nuestra Señora de la Candelaria, en el Parque Berrío.
- Iglesia de la Veracruz, en la Plazuela de la Veracruz.
- Iglesia de San Ignacio.
- Iglesia San Antonio.
- Iglesia de San José.
- Iglesia de San Benito
- Iglesia de San Juan de Dios
- Iglesia de Nuestra Señora del Sufragio
- Iglesia de Nuestra Señora del Sagrado Corazón.
- Iglesia del Sagrado Corazón de Jesús.
- Iglesia Jesús Nazareno.
- Iglesia de Nuestra Señora del Perpetuo Socorro.

Arquitectura
- Barrio Prado
- Centro Coltejer
- Hotel Nutibara

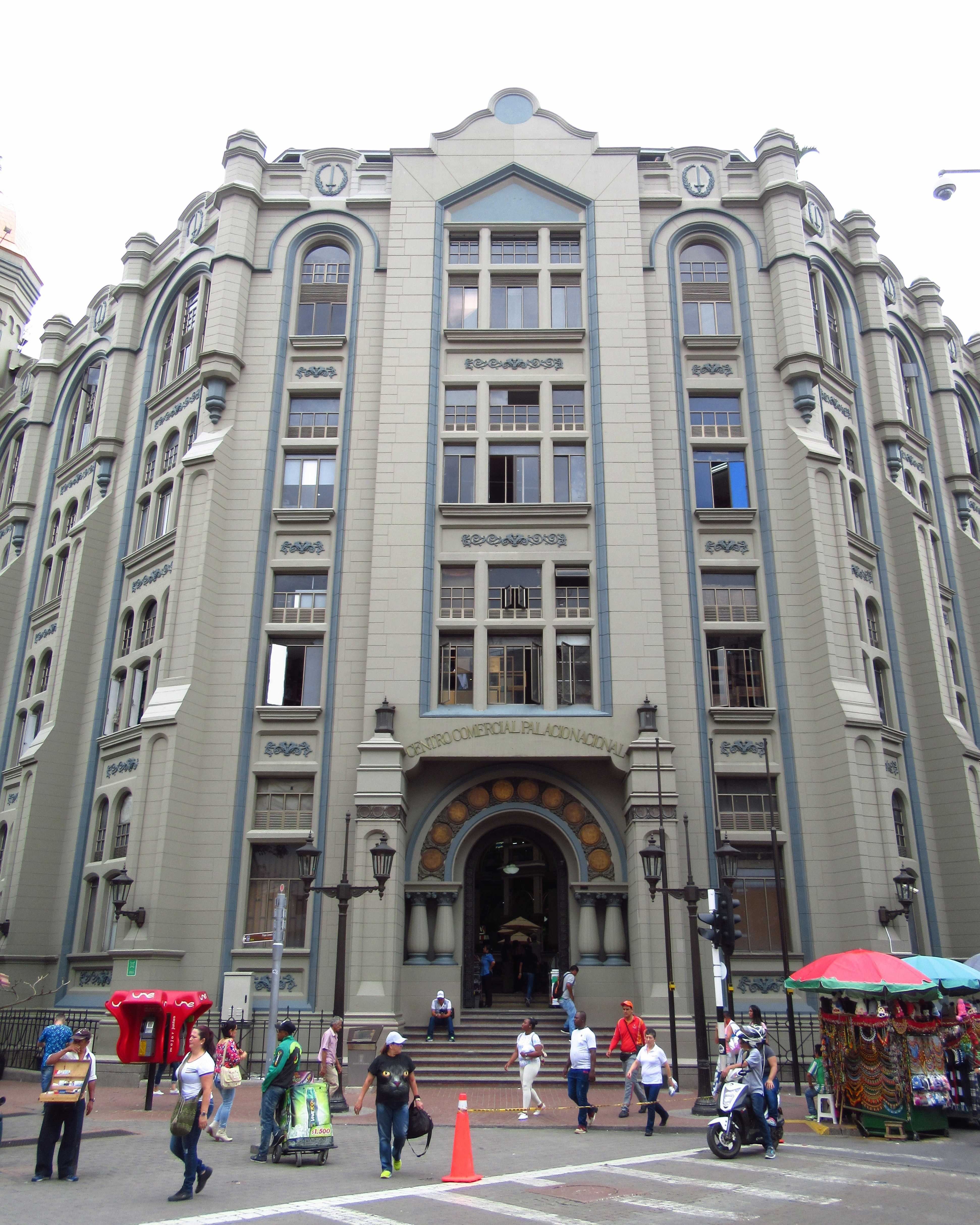
Palacio Nacional.

- Centro Internacional de Convenciones y Exposiciones "Plaza Mayor"
- Palacio de la Cultura Rafael Uribe Uribe
- Edificio San Ignacio
- Claustro San Ignacio
- Edificios Vásquez y Carre
- Palacio Nacional
- Centro Comercial San Diego

Otros sitios de interés
- Estudios de Teleantioquia
- Plaza de la Libertad
- Parque de las luces
- Fundación Bellas Artes
- Corporación Universitaria Remington
- Universidad Cooperativa de Colombia
- Universidad Autónoma Latinoamericana
- Fundación Universitaria María Cano